# Skolkarhem

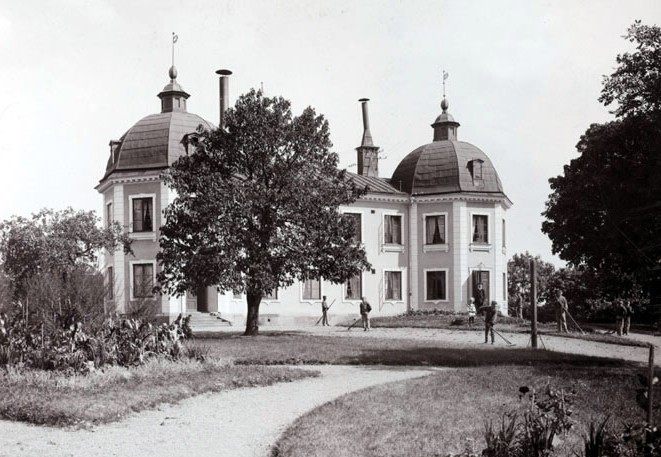
Stora Blecktornet 1906.

Skolkarhem var en institution (uppfostringsanstalt) som drevs av folkskolorna i Stockholm och i Sverige under åren 1886-1907. På skolkarhem placerades folkskolebarn som ofta skolkade från skolan. Där sysselsattes de med bland annat skolarbete, trädgårdsarbete och slöjd. Kläder och mat till eleverna betalades av fattigvården. När systemet med skolkarhem upphörde 1907 överfördes verksamheten till barnavårdsnämndens övriga verksamhet.

## Stockholms folkskolors skolkarehem
Stockholms folkskolors skolkarehem, även Skolkarehemmet,  inrättades hösten 1897 i ett äldre tvåvåningshus, Stora Blecktornet, på Södermalm i Stockholm, där vissa "vanartiga" skolpojkar placerades. Anstalten stängdes 1906–1907.
På Skolkarehemmet, som hade 20 platser, inhystes och undervisades pojkar på allmän bekostnad då man ansåg sig behöva skilja från föräldrar eller målsmän på grund av dessas ovilja att sända barnen till skolan, eller vilka, utan att ha begått sådana brottsliga handlingar, att de behövde intas i uppfostringsanstalt, skolkade så ofta och så hög grad visade i dåligt uppförande, att de någon tid ansågs behöva skiljas från skolan. 
Utöver folkskoleundervisningen för pojkarna satsade man på disciplinering i form av arbete med vedhuggning, diskning, skurning, klädtvätt med mera. I det av Erik Wilhelm Dahlgren med anledning av Stockholmsutställningen 1897 utgivna arbetet Stockholm. Sveriges hufvudstad sägs om Skolkarehemmet ”Sträng internering och träget arbete äro ej blott korrektiven mot den vanart för vilken gossen intagits utan äfven de medel hvarigenom man söker hindra att anstalten får något lockande och sålunda motverkar sitt eget ändamål”.

### Fotnoter
1. ↑  ”1890-talet”. Lärarnas historia. Arkiverad från originalet den 29 januari 2020. https://web.archive.org/web/20200129200945/http://www.lararnashistoria.se/folkskolan_och_grundskolan_1890-talet. Läst 29 januari 2020.